# دهستان ریدالا
دهستان ریدالا (به لاتین: Ridala Parish) یک دهستان (municipality) در استونی است که در شهرستان لنه واقع شده‌است. این واحد محلی با مساحتی معادل ۲۵۳٫۴ کیلومتر مربع و جمعیتی بالغ بر ۳٬۰۱۷ نفر (طبق آمار سال ۲۰۰۸) شناخته می‌شود.

## تاریخچه
دهستان ریدالا یکی از واحدهای محلی قدیمی در استونی محسوب می‌شود که سابقه مدیریت محلی آن به دوران بین‌جنگ‌ها و دوره‌های پیشین بازمی‌گردد. با اصلاحات اداری در استونی در سال ۲۰۱۷، بسیاری از دهستان‌های مستقل از جمله ریدالا با سایر واحدهای محلی در شهرستان لنه ادغام شدند و اکنون بخشی از ساختار اداری بزرگتر (مانند Lääne-Nigula Parish؛ در صورت تأیید) محسوب می‌شوند. این تغییرات در راستای بهبود کارایی مدیریت محلی و کاهش تعداد واحدهای اداری در کشور اعمال شده است.

## جغرافیا
دهستان ریدالا در ناحیه‌ای از غرب استونی واقع شده و دارای چشم‌اندازهای روستایی، زمین‌های کشاورزی و جنگل‌های پراکنده می‌باشد. موقعیت جغرافیایی این دهستان به آن امکان می‌دهد تا هم از نظر طبیعت بکر و هم از نظر امکانات کشاورزی دارای اهمیت باشد. نقشه موجود در فهرست نشان‌دهنده موقعیت دقیق ریدالا در داخل شهرستان لنه می‌باشد.

## اقتصاد و جامعه
اقتصاد محلی دهستان ریدالا عمدتاً مبتنی بر کشاورزی، دامداری و صنایع دستی است. جمعیت نسبتاً کم و فضای وسیع این منطقه موجب شده تا فعالیت‌های اقتصادی به صورت سنتی و روستایی پیش رود. در کنار این، تلاش‌هایی برای توسعه گردشگری روستایی و حفاظت از میراث فرهنگی منطقه صورت می‌گیرد. رویدادها و جشنواره‌های محلی نیز بخش مهمی از زندگی اجتماعی مردم این دهستان به شمار می‌آیند.